# X (INXS)
X è il settimo album discografico del gruppo musicale rock australiano INXS, pubblicato nel 1990 Anticipato Dal Singolo Suicide Blonde.

## Tracce
1. Suicide Blonde – 3:53
2. Disappear – 4:10
3. The Stairs – 4:56
4. Faith in Each Other – 4:09
5. By My Side – 3:06
6. Lately – 3:37
7. Who Pays the Price – 3:37
8. Know the Difference – 3:18
9. Bitter Tears – 3:49
10. On My Way – 2:56
11. Hear That Sound – 4:05

## Formazione
- Michael Hutchence - voce
- Tim Farriss - chitarra elettrica, acustica tamburello, cori
- Kirk Pengilly - chitarra elettrica, acustica, sassofono, cori
- Andrew Farriss - chitarra, tastiere, armonica, cori
- Garry Gary Beers - basso, cori
- Jon Farriss - percussioni, batteria

## Classifiche
- Billboard 200 - #5
- Australian Recording Industry Association - #1